# Nakadžima B5N
Nakadžima B5N byl jednomotorový bombardovací celokovový dolnoplošník se zatahovacím ostruhovým podvozkem Japonského císařského námořního letectva, užívaný ve druhé světové válce. V japonském námořnictvu byl označován jako palubní útočný letoun typ 97 (九七式艦上攻撃機, Kjúnanašiki kandžó kógekiki, určení letounu se zkracovalo na 艦攻 kankó). Spojenci toto letadlo nazvali kódovým označením Kate. 

## Vznik
Letoun Nakadžima B5N vznikl podle propozic 10-Ši z roku 1935. Zadání na palubní bombardovací a torpédový letoun požadovalo mimo jiné maximální rychlost 333 km/h ve 2000 m, vytrvalost 4 hodiny se 2 pumami ráže 250 kg a šířku se složeným křídlem do 7,5 m. Do projektu s továrním označením typ K byla zahrnuta třílistá stavitelná vrtule, hvězdicový devítiválec Nakadžima Hikari 2, Fowlerovy vztlakové klapky a hydraulicky zatahovaný podvozek.

## Vývoj
První dva konkurenční prototypy, postavené podle propozic 10-Ši, vzlétly roku 1937. Japonské námořnictvo se tak rozhodovalo mezi strojem B5M od firmy Micubiši a B5N od firmy Nakadžima. Typ Nakadžimy však byl modernější a svými výkony předčil konkurenční stroj. Následně byl z prvního prototypu B5N odstraněn nespolehlivý hydraulický systém sklápění křídla a místo odštěpných Fowlerových klapek byly instalovány klasické štěrbinové vztlakové klapky ve formě sklopné odtokové hrany. Druhý prototyp B5N již v křídle nesl větší integrální palivové nádrže a výkonnější pohonnou jednotku Hikari 3 se vzletovým výkonem 574 kW.
Sériová výroba třímístného typu B5N1 model 11 byla zahájena v listopadu roku 1937 v Koizumi. Střelec otočený zády ke směru letu obsluhoval pohyblivý kulomet typ 92 ráže 7,7 mm. Svrhovaná výzbroj byla umístěna na závěsnících umístěných mírně vpravo od podélné osy trupu, například jedno torpédo typ 91 KAI o hmotnosti 800 kg, nebo šest 60 či dvě 250 kg pumy.  
Prototyp stroje B5N2 model 12 se silnějším čtrnáctiválcovým dvouhvězdicovým motorem Nakadžima NK1B Sakae 11 o výkonu 746 kW poprvé vzlétl v prosinci 1939. Dodávky sériových letounů byly zahájeny v 1. pololetí roku 1940. Některé stroje závěrečných sérií byly vybaveny protilodním radarem, nebo detektorem magnetických anomálií Džikitančiki.
V roce 1941 společnost Nakadžima předala produkci B5N firmě Aiči Tokei Denki K. K. V nové továrně Eitoku v Nagoji bylo v letech 1942 až 1943 vyprodukováno 200 kusů B5N2. V 11. námořním arzenálu v Hiró bylo od roku 1942 do roku 1944 vyrobeno dalších 280 B5N2.

## Nasazení

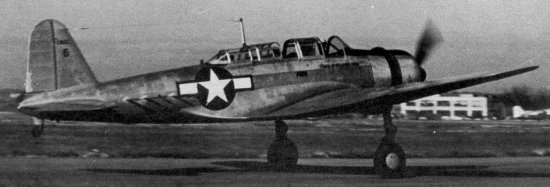
B5N2 testovaný Střediskem leteckotechnického zpravodajství (TAIC) na námořní letecké základně Anacostia

První operační nasazení B5N1 proběhlo koncem roku 1938 při podpoře bojů japonské armády u Chaj-kchou v Číně. Poslední z dosluhujících B5N1 létaly jako cvičné v původní, či upravené podobě jako B5N1-K. 
Vylepšené stroje Nakadžima B5N2 byly nasazeny během útoku na Pearl Harbor v prosinci 1941. V době vypuknutí války v Tichomoří se jednalo o nejmodernější torpédový letoun, který svými parametry převyšoval americké stroje. V druhé polovině války však začal zastarávat a byl využíván stále více k protiponorkovému hlídkování. V roce 1945 byly B5N2 nasazeny při útocích kamikaze. Na letounu B5N2 létal i Micuo Fučida.

## Specifikace (B5N2)

Nakadžima B5N1

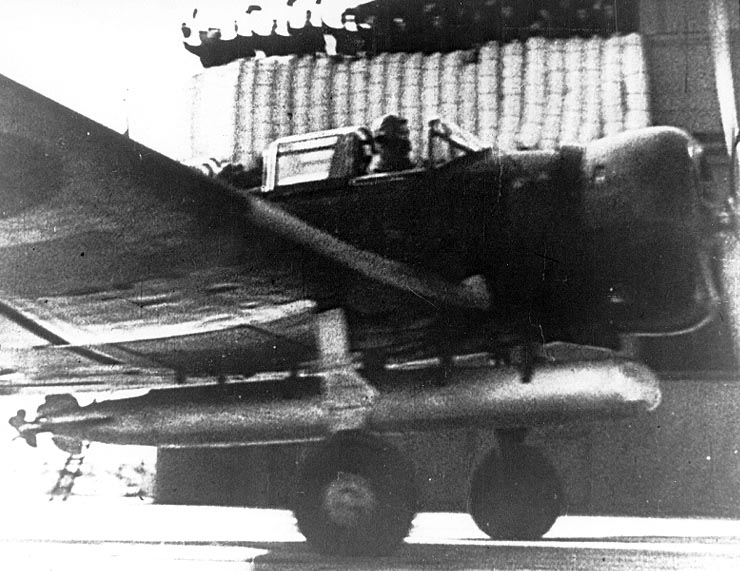
B5N1 Kate na letadlové lodi Akagi

### Technické údaje
- Typ: bombardovací a torpédový bombardovací letoun.
- Osádka: 3
- Rozpětí: 15,518 m[2]
- Rozpětí se složenými křídly: 7,30 m[2]
- Délka: 10,30 m[2]
- Výška: 3,70 m[2]
- Nosná plocha: 37,69 m²[2]
- Hmotnost prázdného letounu: 2279 kg[2]
- Vzletová hmotnost: 3800 kg[2]
- Maximální vzletová hmotnost: 4130 kg[2]
- Motorová jednotka: 1x motor Nakadžima NK1B Sakae 11 o výkonu 1000 hp (745,7 kW)[3][2]

### Výkony
- Max. rychlost: 378 km/h ve výšce 3600 m[2]
- Cestovní rychlost: 259 km/h[2]
- Přistávací rychlost: 113 km/h[2]
- Dostup: 8260 m[2]
- Výstup do 3000 metrů: 7 minut a 5 sekund[2]
- Dolet:
  - 978 km s výzbrojí[3]
  - 1990 km s plnými vnějšími nádržemi v křídle[3][4]

### Výzbroj
- 1 × kulomet typ 92 ráže 7,7 mm,
- 1 × torpédo o hmotnosti 800 kg nebo 800 kg bomb[2][3]